# آزیزیان‌ها (مجموعه تلویزیونی ارمنستانی)
آزیزیان‌ها (به ارمنی: Ազիզյանները) یک مجموعه تلویزیونی کمدی موقعیت ارمنستانی می‌باشد. این مجموعه در روز ۳۱ اکتبر ۲۰۱۶ از شبکه آرمنیا تی‌وی شروع پخش نمود. این مجموعه ۷ فصل در ۱۴۳ قسمت دارد و داستان آن در ایروان، پایتخت ارمنستان اتفاق می‌افتد.

## بازیگران
- هایک ماروتیان
- آنی لوپه
- بوریس باغداساروف[ج]
- مری پطروسیان[چ]
- استپان هوهانیسیان[ح]
- ایشخان قاریبیان[خ]
- ساتنیک هازاریان[د]
- سورن آروستامیان[ذ]

## نمای کلی مجموعه
| فصل | قسمت‌ها | قسمت‌ها | تاریخ اصلی روی آنتن رفتن | تاریخ اصلی روی آنتن رفتن |
| فصل | قسمت‌ها | قسمت‌ها | اولین بار                | آخرین بار                |
| --- | ------ | ------ | ------------------------ | ------------------------ |
| ۱   | ۲۴     | ۲۴     | ۳۱ اکتبر ۲۰۱۶            | ۱ فوریه ۲۰۱۷             |
| ۲   | ۲۴     | ۲۴     | ۳ آوریل ۲۰۱۷             | ۲۰ مه ۲۰۱۷               |
| ۳   | ۲۴     | ۲۴     | ۱۶ اکتبر ۲۰۱۷            | ۳۱ دسامبر ۲۰۱۸           |
| ۴   | ۲۴     | ۲۴     | ۷ ژانویه ۲۰۱۹            | ۱۳ مارس ۲۰۱۹             |
| ۵   | ۲۳     | ۲۳     | ۱۹ مارس ۲۰۱۹             | ۴ ژوئن ۲۰۱۹              |
| ۶   | ۱۲     | ۱۲     | ۱۱ اکتبر ۲۰۱۹            | ۳۱ دسامبر ۲۰۱۹           |
| ۷   | ۱۲     | ۱۲     | ۲۷ ژانویه ۲۰۲۰           | ۱۶ فوریه ۲۰۲۰            |

## یادداشت
1. ↑  Robert Martirosyan
2. ↑  Van Grigoryan
3. ↑  Hayk Petrosyan
4. ↑  Arman Marutyan
5. ↑  Hayk Marutyan
6. ↑  Boris Baghdasarov
7. ↑  Mari Petrosyan
8. ↑  Stephan Hovhannisyan
9. ↑  Ishkhan Gharibyan
10. ↑  Satenik Hazaryan
11. ↑  Suren Arustamyan